# Consortium belge pour les situations d'urgence
 (décembre 2022).
Le Consortium belge pour les situations d’urgence ou « Consortium 12-12 » a été créé à la fin des années 1970 à la suite d'une famine en Somalie par la Croix Rouge, Caritas Secours International, Oxfam-Belgique, Solidarité Socialiste, Solidarité Libérale, Solidarité Protestante, rejoint plus tard par le Comité belge pour l'UNICEF. À deux reprises, Médecins sans Frontières a rejoint temporairement le Consortium : en 1994 (Rwanda) et 1999 (Kosovo). En 2005, la Croix Rouge de Belgique a quitté l'association, pour la rejoindre début 2018. La CRB a quitté de nouveau le Consortium 12-12 en septembre 2024, suivie en décembre par UNICEF Belgique.
Aujourd'hui, cinq organisations non gouvernementales belges actives dans le domaine de l’aide d’urgence s'unissent pour agir chacune suivant sa spécificité pour une meilleure efficacité sur le terrain dans les situations d'urgence, ainsi que pour une plus grande visibilité lors des campagnes de récoltes de fonds en Belgique. Le fonctionnement est basé sur le principe de la coopétition ('concurrence collégiale').
Les dons reçus sur le compte commun (BE19) 0000 0000 1212 (qui a donné son nom au regroupement) sont répartis entre les organisations en fonction de leurs fonds propres récoltés. Parfois, à la suite d'une deuxième catastrophe la même année, un numéro commun alternatif, le 000-0000021-21, est activé.
Jusqu'à la création de l'asbl Consortium belge pour les situations d’urgence en avril 2005, le Consortium n'avait pas de personnalité juridique propre. À partir de "Tsunami 12-12", tous les appels suivants ont fait l'objet d'une communication transparente à partir des comptes de l'asbl et de ses membres, souvent accompagné d'un audit externe. Ces rapports successifs ont démontré que les coûts de gestion et de récolte de fonds des appels communs ne dépassent pas 3% du total des dons reçus sur le compte commun et que, pour chaque don de € 100 au Consortium 12-12, en moyenne € 86 sont affectés aux bénéficiaires sur le terrain. 
Le Consortium 12-12 est cofondatrice de l'Emergency Appeals Alliance (EAA), regroupant une dizaine d'alliances nationales similaires au Consortium belge, et qui s'est constituée en Fondation (Stichting, cf. droit néerlandais) en 2019.

## Les organisations membres (2020)
- Oxfam Solidarité
- Handicap International Belgique
- Caritas International
- Médecins du monde
- Plan International Belgique

## Les actions (1984 - ...)
Le Consortium n'intervient que quand les capacités humanitaires nationales sont dépassées ; il est intervenu dans une série de crises humanitaires majeures :
- la famine en Éthiopie et au Sahel (1984)
- le séisme en Arménie (1988)
- la révolution roumaine (1989)
- les actions “l'Afrique meurt” et “surVivre” (début des années '90)
- les réfugiés kurdes fuyant l'Iraq (1991-1992)
- la crise en Somalie (1993)
- la crise rwandaise (1994)
- l'ouragan Mitch (1998-1999)
- "SOS Kosovo" (1999)
- les inondations au Mozambique (2000)
- "Inde 21-21" (séisme au Gujarat) (2001)
- la guerre en Afghanistan (2001-2002)
- l'éruption volcanique à Goma (2002)
- "Tsunami 12-12" (2004-2005)
- "Haïti Lavi 12-12" (2010)
- 21-21 : inondations au Pakistan (2010)[2]
- la sécheresse et la faim dans la Corne de l'Afrique (2011)[3]
- les victimes de la guerre en Syrie (2013)
- "Haiyan 21-21" (2013)
- le séisme au Népal (2015)
- 'Famine 12-12' (2017)
- Tsunami en Indonésie (2018)
- "Covid 12-12" (2020)
- Invasion de l'Ukraine par la Russie (2022)[4]
- Séismes de 2023 en Turquie et Syrie[5]

## Tsunami 12-12
À la suite du tremblement de terre du 26 décembre 2004, au milieu de l’océan indien et au raz-de-marée qui touchera les côtes, un grand nombre de victimes se retrouvent sans ressources, les besoins d’aides et de reconstruction sont immenses. La couverture médiatique est sans précédent, l’émoi provoqué par la violence et la soudaineté de la catastrophe ainsi qu'en partie  par la présence dans certaines régions touchée de touristes occidentaux est important.
Le 29 décembre, le consortium lance l'opération Tsunami 12-12 (12-12 étant les derniers chiffres du numéro de compte précédé de 8 zéros), la plus importante action de récolte de fond jamais organisée en Belgique. Les dons de particuliers atteindront 55 millions d’euros (dont 48 sur le compte commun), la notoriété du consortium devient plus large.
L’importance des sommes récoltées permet aux ONG d’étaler leurs aides sur plusieurs années pour parvenir à une reconstruction durable non seulement des infrastructures, mais aussi du tissu social.
En novembre 2005, dix donateurs tirés au sort ont été invités à se rendre compte sur place du travail accompli grâce aux dons, afin de pouvoir en témoigner à leur retour, notamment devant la presse.

## Haïti Lavi 12-12
Moins de deux jours après le séisme terrible en Haïti (le 12 janvier 2010), le Consortium belge pour les situations d'urgence lançait un appel à la solidarité, "HAITI LAVI 1212". "Lavi" est le mot créole pour "la vie". Les médias francophones et néerlandophones ont immédiatement embrayé et contribué ainsi à créer rapidement un grand élan de solidarité dans le pays.
Le jeudi 21 janvier, RTBF et RTL-TVi, et VRT et VTM du côté flamand, ont organisé une soirée spéciale consacrée à la catastrophe et aux secours d'urgence. Radios et presse écrite ont largement relayé ce mouvement.
Le résultat de l'appel "Haïti Lavi 12-12" a dépassé les 23 millions d'euros.